# 許敏真
許敏真（韓語：허민진，1990年7月12日—），藝名ChoA（초아），韓國女子偶像组合Crayon Pop成員，在隊內擔任主唱，與雙胞胎妹妹許敏善（Way）於2014年10月15日組成分隊草莓牛奶（韓語：딸기우유），並於當日發行迷你專輯。2021年12月25日，新聞傳出成員ChoA與圈外企業家在首爾結婚的消息。

## 外部連結
- 許敏真的Instagram帳戶
- 許敏真的Youtube頻道 （页面存档备份，存于）